# 三河鈴木氏
三河鈴木氏（みかわすずきし）は、日本の武家のひとつ。本姓は穂積氏。家系は穂積姓鈴木氏の本宗家である藤白鈴木氏の支流の一族で、鈴木重家の叔父とされる鈴木重善を初代とする。
中条氏の被官として有力国人に成長し、一部は徳川氏に従って多くの旗本家を出した。通字は「重」。

## 概要
家祖・鈴木重善（善阿弥）は鎌倉時代から南北朝時代の頃に三河国加茂郡矢並郷（愛知県豊田市矢並町）に土着したと伝えられる。室町時代に矢並を本拠として加茂郡一帯に勢力を広げて、三河西北部における有力国人として台頭し、戦国時代には、寺部（豊田市寺部町）、酒呑（豊田市幸海町）、足助（豊田市足助町）などの諸家に分かれていた。これらの諸家は、今川氏、松平氏、織田氏などの周辺勢力に囲まれて離反帰服を繰り返しながら、半独立の勢力を保ちつづけた。
1558年（永禄元年）には寺部の鈴木家が今川氏から離反したため、今川氏に服属する松平元康（のちの徳川家康）が初陣として寺部を攻めている。1560年（永禄3年）の桶狭間の戦いのあとも各々の鈴木氏は今川氏に服していたが、足助鈴木家は1564年（永禄7年）に今川氏から自立した家康により足助城を攻められて服属し、寺部鈴木家は1566年（永禄9年）に織田氏の部将佐久間信盛に攻められて滅ぼされた。酒呑鈴木家などの諸家はその後も徳川氏に従い、江戸時代に至って江戸幕府の旗本となる。
仮名草子作者としても有名な江戸初期の禅僧正三と、島原の乱後の天草の復興に大きな功績を残した代官鈴木重成の兄弟はいずれも旗本で、則定鈴木氏の出身である。
なお、文治4年（1188年）鈴木善阿弥（鈴木七郎重善）開基といわれる鈴木山光恩寺（豊田市竹元町南嶋4）があり、開基以来今日に至る鈴木姓の檀家がいる。